# 노키아 6150
노키아 6150(Nokia 6150)은 1998년에 출시된 휴대 전화였다. 이 기기는 노키아 6110 - 6130의 강화 버전으로, 900MHz와 1800-1900MHz GSM 대역을 모두 지원할 수 있었다. 듀얼 밴드 기능을 위해 필요한 추가 하드웨어(초기 트랜시버는 단일 밴드였기 때문에 당시에는 흔치 않은 기능)로 인해 상단이 6110보다 두꺼워졌다. 이 전화기는 메르세데스-벤츠 S클래스 (W220)(1998-2006년 모델)에 사용되었으며, 거치대에 장착되어 차량의 통합 카폰 및 COMAND라는 미디어 시스템에 연결되었다.